# 延安派
延安派是指朝鲜劳动党成立初期，在其內部存在的一個派系。延安派的成員是大多曾在1930年代在中國共產黨的根據地延安參與革命的朝鮮人，他们先后组建过朝鲜独立同盟和朝鲜新民党。中共原想支持延安派成员武亭成为朝鲜最高领导人，但斯大林強烈支持金日成，最终苏共获胜。
延安派在1950年代遭到金日成為首的游擊隊派的清洗，幾乎所有延安派成員也在八月宗派事件中被打倒。包括朴一禹、金枓奉、金雄、崔昌益、朴勋一（박훈일 ）、方虎山、张平山、朴孝三、金汉中、李益星（이익성）、徐辉、尹公钦、金刚、李弼奎、全宇和金元鳳。
1955年，金日成提出主体思想反对事大主义，以此打击延安派和苏联派干部。

## 后续
“文革”中还有一件事闹得比较厉害，就是红卫兵到处抓朝鲜特务，主要是针对中国的朝鲜族干部。因为把朝鲜认作是修正主义，自然对朝鲜族干部就不再信任。不仅工作安排受到影响，甚至遭到红卫兵的揪斗、关押和审讯。很多朝侨和朝鲜族边民也被当作朝鲜特务受到迫害。这种情况在朝鲜族集中居住地延边尤其严重。在1968年4月开始的“清理阶级队伍”运动中，仅司法系统就有175名朝鲜族干部及82名干警致残。1967年8月至1970年10月，延边地部被打成外国特务，其中12名干警被迫害致死，区因“朝修特务”案被捕者达上万人。
朝鲜外交官1967年初散布谣言，说中国企图利用1956年逃亡干部反对朝鲜。这无疑反映了朝鲜领导人的担心和恐慌。在此之前，据苏联外交部的情报，朝鲜罢免了在中国参加抗日斗争而后来忠心追随金日成的一批干部，如劳动党中央政治委员会委员金昌满、候补委员河仰天，因为“这些人是中国思想对劳动党影响的主要传播者”。1968年11月劳动党中央全会再次出现人事变动，一批具有亲华倾向的领导干部如民族保卫相金昌奉、民族保卫副相吴白龙、人民军总参谋长崔光以及一批师级军官被清洗。而实际上，中国在这方面的做法十分克制。“文革”初期，随着中朝关系紧张，逃亡中国的朝鲜劳动党干部的情况逐步得到改善。他们离开了流放和劳改场所，被分别安排在北京、上海、青岛、太原、西安等城市，生活条件也有所提高。但是，对于徐辉等人提出的“组织力量进入朝鲜进行斗争”的要求，中联部的答复是：不准他们相互串联，继续分散在各地学习，可以组织他们研究朝鲜问题。这些人的存在当然是金日成的心病，但中国领导人似乎并无意加以利用，只是对过去把朝鲜逃亡干部当作敌人的做法感到有些愧疚，现在对他们表示安抚而已。